# Rex Grossman

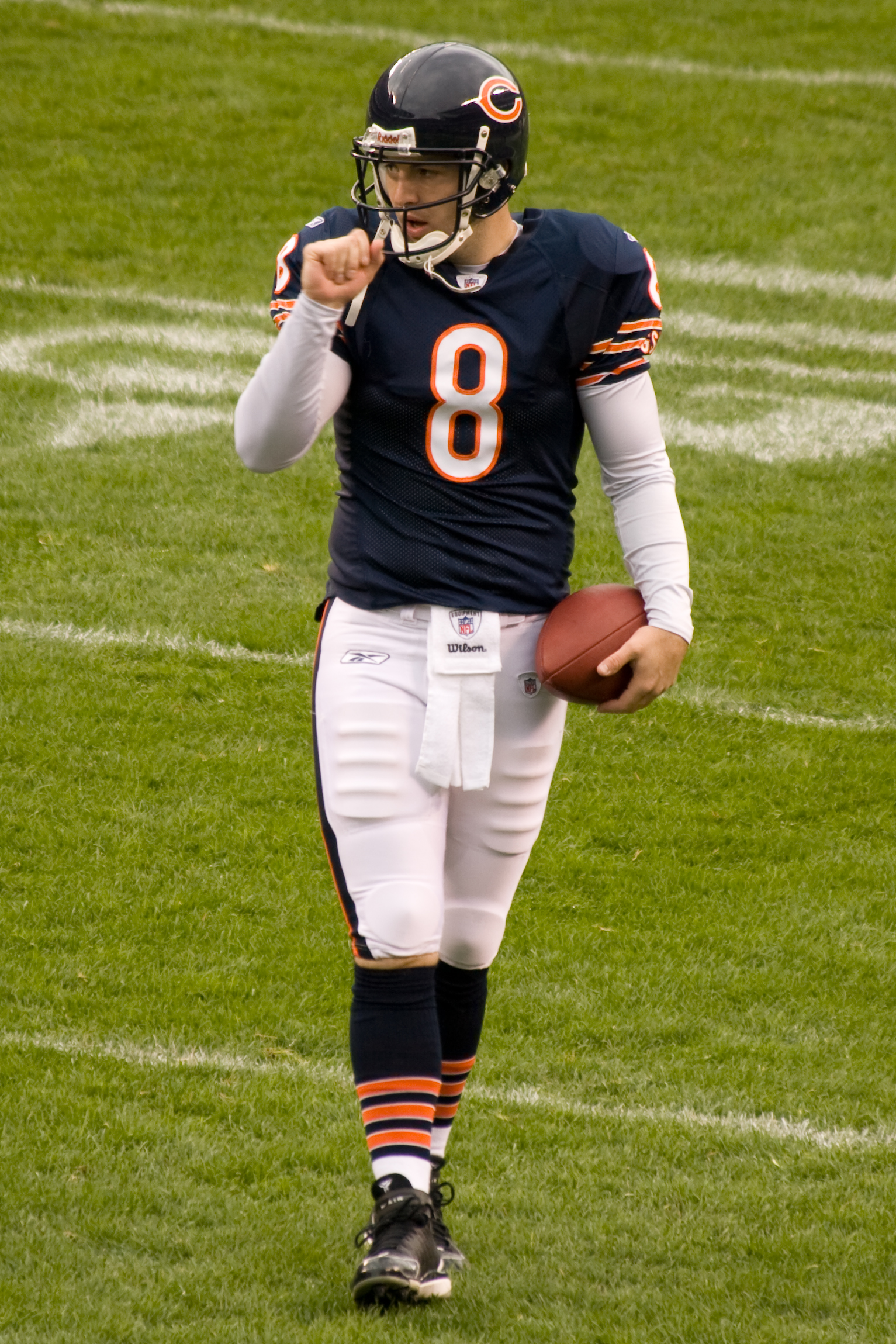
Rex Grossman.

Rex Grossman (Bloomington, 23 de agosto de 1980) es un exjugador profesional de fútbol americano estadounidense que jugó en la posición de quarterback. Jugó en la National Football League (NFL) con los Chicago Bears, los Houston Texans y los Washington Redskins.
Jugando por la Universidad de Florida en 2001 fue nominado para el Trofeo Heisman, donde ocupó el segundo lugar, tras el vencedor Eric Crouch de Nebraska Back Se graduó en 2003. Jugó raras veces en sus primeras tres temporadas, pero en 2006-07 empezó todos los partidos. En la temporada regular, jugó inconsistentemente tirando 23 touchdowns y 20 intercepciones, y así recibió muchas críticas de los aficionados. Sin embargo, condujo a su equipo al Super Bowl, donde perdieron contra Indianápolis.